# Dick Van Arsdale
Richard Albert Van Arsdale (* 22. Februar 1943 in Indianapolis, Indiana; † 16. Dezember 2024 in Phoenix, Arizona) war ein Basketballspieler der nordamerikanischen Profiliga NBA. Später war er als Funktionär bei seinem ehemaligen Club, den Phoenix Suns, tätig.

## Karriere
Dick Van Arsdale wurde 1965 von den New York Knicks in der zweiten Draftrunde an zehnter Stelle gedraftet. Nach seinem ersten Profijahr wurde er für seine spielerische Leistung ins NBA All-Rookie Team berufen. Die ersten drei Jahre seiner Karriere lief er für die New York Knicks auf, ehe er dann 1968 von dem neu gegründeten Team der Phoenix Suns im Expansion Draft ausgewählt wurde. Die letzten 9 Jahre seiner aktiven Basketballkarriere blieb er dann in Phoenix. Dick Van Arsdale war der erste Spieler, den die Phoenix Suns jemals unter Vertrag genommen haben, deshalb galt er als "The Original Sun". Van Arsdale hat auch den ersten Korb für das damals neue Team aus Phoenix erzielt. Im Laufe seiner 12 Jahre als Basketballprofi erzielte Dick Van Arsdale im Schnitt 16,4 Punkte pro Spiel. In der Saison 1976/77 spielte er gemeinsam mit seinem Zwillingsbruder Tom Van Arsdale für die Suns.
Nach der Saison 1976/77 trat er vom aktiven Sport zurück. In der darauffolgenden Saison wurde sein Trikot mit der Nummer 5 unter der Hallendecke verewigt. Die Nummer 5 wird bei den Phoenix Suns seitdem nicht mehr vergeben. Dick Van Arsdale ist ebenfalls eins von zwölf Mitgliedern im Ring of Honor der Phoenix Suns.

In der Saison 1986/87 hat Dick Van Arsdale seinen ehemaligen Club für die letzten 26 Spiele der Saison als Coach übernommen. Er schloss seinen Ausflug als Trainer mit einer Bilanz von 14 Siegen bei 12 Niederlagen ab.

Später war Dick Van Arsdale bei den Phoenix Suns als Sportdirektor (senior vice president of player personnel) tätig.
Er starb im Dezember 2024 in Phoenix im Alter von 81 Jahren an Herz- und Nierenversagen.

## Auszeichnungen
- dreifacher NBA All-Star (1969, 1970, 1971)
- All-Defense Second-Team 1974